# Наростыня
Наростыня — деревня в Глажевском сельском поселении Киришского района Ленинградской области.

## История
Впервые упоминается в Писцовой книге Водской пятины 1500 года как деревня Наростыня в Солецком на Волхове погосте Новгородского уезда.
Деревня Наростыня, состоящая из 20 крестьянских дворов с усадьбой Помещицы Тимофеевой, обозначена на карте Санкт-Петербургской губернии Ф. Ф. Шуберта 1834 года.

НАРОСТЫНЯ — деревня принадлежит подполковнику Зеленину, полковнику Мизину и действительному статскому советнику Никитину, число жителей по ревизии: 71 м. п., 63 ж. п. (1838 год)

Деревня Наростыня из 20 дворов обозначена на специальной карте западной части России Ф. Ф. Шуберта 1844 года.

НАРОСТЫНЯ — деревня разных владельцев по просёлочной дороге, число дворов — 19, число душ — 71 м. п. (1856 год)

НАРОСТЫНЯ — деревня владельческая при колодцах, число дворов — 21, число жителей: 98 м. п., 112 ж. п.

СЕЛЬЦО ЕЛИЗАВЕТИНО — мыза владельческая при колодцах, число дворов — 3, число жителей: 1 м. п., 1 ж. п.. (1862 год)

В 1865 году временнообязанные крестьяне деревни выкупили свои земельные наделы у В. П. Никитина и стали собственниками земли.
Согласно материалам по статистике народного хозяйства Новоладожского уезда 1891 года одна часть имения при селе Наростыня принадлежала мещанину П. Д. Агапову, другая часть (70 десятин, с водяной мельницей) — местному крестьянину Ф. В. Горячеву, имение было приобретено до 1868 года. Кроме того, ещё одно имение при селении Наростыня площадью 1090 десятин принадлежало наследникам купца М. Ф. Плуда, имение было приобретено частями в 1872, 1873 и 1875 годах за 5850 рублей, третье имение принадлежало вдове полковника О. В. Козакевич, имение было приобретено до 1868 года, площадь не указана.
В конце XIX — начале XX века деревня административно относилась к Глажевской волости 5-го земского участка 1-го стана Новоладожского уезда Санкт-Петербургской губернии.
По данным «Памятной книжки Санкт-Петербургской губернии» за 1905 год деревня Наростыня образовывала Наростынское сельское общество.

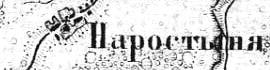
Деревня Наростыня на карте 1915 года

Согласно карте Петроградской и Новгородской губерний 1915 года в деревне находилась часовня.
С 1917 по 1927 год деревня Наростыня входила в состав Оломенского сельсовета Глажевской волости Волховского уезда.
Согласно данным переписи населения СССР 1926 года в деревне Наростыня проживали 309 человек — все русские. 
С 1927 года в составе Андреевского района.
В 1928 году население деревни Наростыня также составляло 309 человек.
С 1931 года в составе Киришского района.
Согласно карте Ленинградской области Северо-западного аэрогеодезического треста ГГУ издания 1932 года деревня насчитывала 32 крестьянский двора.
По данным 1933 года деревня Наростыня входила в состав Оломенского сельсовета.

План деревни Наростыня. 1937 год

Согласно топографической карте РККА 1937 года деревня насчитывала 70 крестьянских дворов. В деревне находились две школы.
Согласно переписи населения СССР 1939 года в деревне Наростыня проживали 144 мужчины и 156 женщин, всего 300 человек.
С 1963 года в составе Волховского района.
С 1965 года вновь составе Киришского района. В 1965 году население деревни Наростыня составляло 100 человек.
По данным 1966 и 1973 годов деревня Наростыня также входила в состав Оломенского сельсовета.
По данным 1990 года деревня Наростыня входила в состав Глажевского сельсовета.
В 1997 году в деревне Наростыня Глажевской волости проживали 22 человека, в 2002 году — 21 (русские — 95 %).
В 2007 году в деревне Наростыня Глажевского СП проживали 23 человека, в 2010 году — 11.

## География
Деревня расположена в северо-западной части района на автодороге 41К-551 (Подсопье — Гороховец).
Расстояние до административного центра поселения — 12 км.
Расстояние до ближайшей железнодорожной станции Глажево — 15 км.

## Демография
| 1838 | 1862 | 1928 | 1965 | 1997 | 2002 | 2007 |
| ---- | ---- | ---- | ---- | ---- | ---- | ---- |
| 134  | ↗210 | ↗309 | ↘100 | ↘22  | ↘21  | ↗23  |
| 2010 | 2017 |      |      |      |      |      |
| ↘11  | ↗17  |      |      |      |      |      |

### Национальный состав
Согласно данным Всероссийской переписи населения 2021 года в деревне проживали 16 человек, все русские.